# 2,4,6-三甲基苯酚
2,4,6-三甲基苯酚是一种有机化合物，化学式为(CH3)3C6H2OH，它是三甲基苯酚的同分异构体之一。它可由苯酚和甲醇在固体酸存在下反应制得，或由过氧磷酸和均三甲苯反应得到：